# FK Borac Bosanska Dubica
FK Borac bosanskohercegovački je nogometni klub iz Bosanske Dubice (Kozarska Dubica na srpskom).
Osnovan 1936. godine, u sezoni 2024./25. natječe se u Prvoj ligi RS, drugom rangu bosanskohercegovačkog nogometnog sustava.

## Povijest
Klub je osnovan u srpnju 1936. godine na inicijativu dubičkih kožara, Vrbaske banovine, Kraljevine Jugoslavije. Izvorno se zvao Radnički sportski klub Borac, a njegovi korijeni potječu iz odnosa kluba s radničkim pokretima tijekom prve polovice 20. stoljeća.
Osnivači su bili dubički radnici Ahmet Ćelam, Vujo Momčilović i Razim Hadžić. Igrali su uglavnom radnici, kao i siromašna omladina bez posla. U to vrijeme uprava i igrači bili su pripadnici različitih vjera i naroda koji su živjeli u gradu. Iako je bio slabog materijalnog stanja i nastupao u nižim rangovima natjecanja, Borac je bio previše popularan među sugrađanima.
Borac je okupljao naprednu omladinu i članove Komunističke partije. Gradske vlasti nisu pružile nikakvu pomoć klubu jer se smatrao "crvenim klubom". Naprotiv, na sve su načine pokušavali ometati rad kluba jer su ga smatrali neprijateljem društvenog sustava. Ipak, Borac je uspio održati pristojan sportski tim.
Osim igranja nogometa i sudjelovanja u nogometnoj ligi, uprava Borca organizirala je masovna putovanja i proslave Prvog maja.

## Stadion
Klub svoje utakmice igra na stadionu Đolovi, kapaciteta 2000 mjesta.

## Vanjske poveznice
- profil na sportdc.net